# 1867 في الهند
فيما يلي قوائم الأحداث التي وقعت خلال عام 1867 في الهند.

## شاغلي
- السير جون لورانس  [لغات أخرى]‏ ، الحاكم العام للهند ، من 12 يناير 1864 إلى 12 يناير 1869
- العقيد هنري إرينجتون لونجدين ، مساعد الهند العام، من يناير 1866 إلى مارس 1869
- اللورد نابير ، حاكم مدراس ، 1866-1872
- شاتار سال سينغ الثاني، مهاراو من ولاية كوتا ، 27 مارس 1866 - 11 يونيو 1889
- ساجوجي الثاني ديفاجي (ساجوجي بهانابهاي) ، ثاكور في ولاية جوندال ، 1851-14 ديسمبر 1869
- بهام براتاب سينغ ، رجا ومهراجا في ولاية بيجوار ، 23 نوفمبر 1847 - 15 سبتمبر 1899
- شري سينغ ، رجا ولاية شامبا ، 1844-1870
- رانمالزينجي أمارسينجي ، راج صاحب من ولاية درانجادرا ، 9 أبريل 1843 - 16 أكتوبر 1869
- مادان بال ، مهراجا من ولاية كارولي ، من 4 مارس 1854 إلى 16 أغسطس 1869
- براتاب سينغ ديو ، مهراجا باتنا، 1866-1878
- افضال الدولة ، عساف جاه الخامس ، نظام حيدر أباد ، 16 مايو 1857 - 26 فبراير 1869
- رام سينغ الأول ، رجا من ولاية سيتاماو ، 1802-1867
- بهاواني سينغ ، رجا من ولاية سيتاماو، 1867-18 مايو 1885
- خام سافانت الرابع "باب صاحب" بهونسالي ، رجا بهادور من ولاية ساوانتوادي ، 3 أكتوبر 1812 - 1867
- Phond Savant IV "باب صاحب" Bhonsale ، رجا بهادور من ولاية Sawantwadi ، 1867-17 مارس 1869
- ويليام ريرسون أربوثنوت ، عضو المجلس التشريعي لمدرسة، 1866-1870

## أحداث
- طالب الهندوس في مقاطعتي أجرا وأود المتحدة بإتاحة اللغة الرسمية الهندية بدلاً من اللغة الأردية . [1]
- تنتقل الحكومة المركزية من السنة المالية من مايو إلى أبريل إلى السنة من أبريل إلى مارس لتتماشى مع الحكومة البريطانية. [2]
- الجنود الهنود البريطانيون يشاركون في الحملة البريطانية إلى الحبشة من 1867-1868
- اليسوعيون يدمرون أطلال تشوداماني فيهارا
- تم إقرار قانون البنجاب للاعتداءات القاتلة لعام 1867
- شن الجنود البريطانيون حملة جزر أندامان ، وهبطوا في ليتل أندامان في 21 مارس
- تأسست برثانا ساماج ، وهي حركة للإصلاح الديني والاجتماعي في بومباي
- صدر قانون إدارة الصحافة وتسجيل الكتب ، 1867
- إقرار قانون القمار العام لعام 1867 ، الذي يحظر الجري أو المسؤول عن دار الألعاب العامة
- أسس داداباي ناوروجي جمعية الهند الشرقية ، وهي إحدى المنظمات السابقة للمؤتمر الوطني الهندي
- هنري مايرز إليوت بعنوان " تاريخ الهند ، كما روى مؤرخوه" ، وقد نُشر في لندن في الفترة من 1867 إلى 1877
- تم بناء كنيس أوهيل ديفيد في بيون بواسطة ديفيد ساسون
- تم بناء مستشفى ساسون في بيون بواسطة ديفيد ساسون
- تأسست مدرسة سانت فنسنت الثانوية في بيون
- تم تأسيس مدرسة Sribati GK الثانوية
- تأسست شركة تصنيع بالمر لوري في كلكتا
- تم تأسيس Madras Boat Club ، وهو أحد أقدم مراكز التجديف في الهند
- تشكلت بالاغات
- تشكلت منطقة بولدانا
- تم إنشاء مقاطعة إليشبور
- تم تأسيس مدرسة دولاتبور محسن الثانوية
- افتتح خط فرع الله أباد - جوبولبوري للسكك الحديدية الهندية العظمى في يونيو
- تم افتتاح محطة سكة حديد Jogeshwari
- تم افتتاح محطة سكة حديد ماهالاكسمي
- افتتح BB&CI ، أول سكة حديد في الضواحي

## ولادة
- بروس ماكراي ، المسرح الأمريكي والممثل الصامت المبكر، في 15 يناير
- ولد شامبات راي جين ، مؤسس مهمة جين في لندن، في 6 أغسطس في دلهي
- هاري بارد ، سكرتير جمعية عموم أمريكا في الولايات المتحدة، في 27 أغسطس [3]
- MV Dhurandhar ، رسام وفنان بطاقة بريدية، ولد في كولهابور ، ماهاراشترا [4] [5]
- ماهاشانكار فيشواناث ثاكر ، كبير أمناء ولاية برينسلي ليمبدي في ظل حكم جالا راجبوت ، ولد في وادوان ، غوجارات
- إدوارد فيري ليفينغ ، مدير الخدمة المدنية الهندية الذي شغل منصب القائم بأعمال اللفتنانت حاكم الراج البريطاني، ولد في 24 مايو في كوتاك
- سانكراداس سواميجال ، كاتب تاميلي، ممثل، كاتب مسرحي وكاتب أغاني ومنتج مسرحي، ولد في توتيكورين  [لغات أخرى]‏
- مود دايفر ، مؤلف باللغة الإنجليزية كتب الروايات والقصص القصيرة والسير الذاتية والمقالات الصحفية، ولد في 9 سبتمبر في موري  [لغات أخرى]‏

## وفاة
- رام سينغ الأول ، رجا من ولاية سيتاماو ، 1867
- كيم سافانت الرابع "باب صاحب" بهونسالي ، رجا بهادور من ولاية ساوانتوادي